# Антас
Антас (на испански: Antas) е населено място и община в Испания. Намира се в провинция Алмерия, в състава на автономната област Андалусия. Общината влиза в състава на района (комарка) Леванте Алмериенсе. Заема площ от 100 km². Населението му е 3389 души (по данни от 2010 г.). Разстоянието до административния център на провинцията е 91 km.

## Демография
| 1996 | 1998 | 1999 | 2000 | 2001 | 2002 | 2003 | 2004 | 2005 | 2006 |
| ---- | ---- | ---- | ---- | ---- | ---- | ---- | ---- | ---- | ---- |
| 2659 | 2666 | 2677 | 2729 | 2844 | 2925 | 3026 | 3101 | 3223 |      |